# Златни осмех
„Златни осмех“ је изложба међународног бијенала карикатура. 2006. се одржава, у Београду – галерија „Прогес“,  по пети пут а тема конкурса је „Велики хумористи“. Конкурс су расписали Удружење ликовних уметника примењених уметности и дизајнера Србије УЛУПУДУС и Удружење карикатуриста Србије ФЕЦО. На конкурс је стигло више од 500 радова из 36 земаља.
Прву награду, Златну медаљу и 500 евра је добила млада ауторка Мија Лужајић, другу Схахроку Хајдарију из Ирана док је трећа отишла нашем аутору Николи Оташу. Мија Лужајић је нацртала карикатуру Вудија Алена.
„Нинову“ награду за најбољи рад у графичкој техници (2006)  је добила поново Мија Лужајић!